# Seznam čestných občanů města Hořic
Seznam čestných občanů města Hořic je chronologický seznam osobností, které obdržely titul Čestné občanství města Hořic. V roce 2024 bylo platných 40 čestných občanství.
V roce 1947 bylo uděleno čestné občanství také u příležitosti jeho 50. narozenin tehdejšímu předsedovi vlády Klementu Gottwaldovi. Toto čestné občanství ale bylo zrušeno dne 24. září 1991.
| Jméno                                          | Udělení                           | Povolání, popis zásluh |
| ---------------------------------------------- | --------------------------------- | --- |
| Josef Ladislav Jandera (1776–1857)             | 1855                              | katolický kněz a teolog, profesor matematiky na Univerzitě Karlově, příslušník premonstrátského řádu, rodák z Hořic, zasloužil se o změnu projektu císařské silnice z Hradce Králové do Jičína, (původně měla Hořice minout), dále o změření zeměpisné šířky Hořic, sepsání pramenů k dějinám panství a města, založení nadace na vedení městské kroniky, stavbu Hlohové kapličky či osázení vrchu Gothard lípami |
| Josef Leden (1803–1870)                        | 1861                              | oblíbený hořický kněz (1846–1870), 14 let ve funkci vikáře. Za své zásluhy byl vyznamenán osobním titulem děkan a po prusko-rakouské válce (1866) mu byl propůjčen titul čestný kanovník královéhradecké kapituly |
| František Palacký (1798–1876)                  | 1861                              | historik, politik, cestovatel, „pro neocenitelné zásluhy o vlast a národ český“ |
| František Ladislav Rieger (1818–1903)          | 1861                              | politik, publicista, „pro neocenitelné zásluhy o vlast a národ český“ |
| Karel Čížek (1833–1894)                        | 1871                              | politik, první tajemník samosprávného okresu hořického v letech 1865–1875, v Hořicích stál u vzniku zpěváckého spolku Ratibor (1862), Sokola (1865) a Měšťanské besedy (1867) |
| Karl Sigmund von Hohenwarth (1824–1899)        | 1871                              | státní úředník a politik, v roce 1871 předseda vlády, čestné občanství odstoupivšímu ministrovi jakožto zastánci českých požadavků |
| Albert Eberhard Friedrich Schäffle (1831–1903) | 1871                              | národohospodář, jeden z hlavní propagátorů dojednání takzvaných fundamentálních článků jako pokusu o česko-rakouské vyrovnání, v roce 1871 ministr obchodu a ministr zemědělství Předlitavska, čestné občanství odstoupivšímu ministrovi jakožto zastánci českých požadavků |
| Karel Habětínek (1830–1915)                    | 1871                              | advokát a právník, vysokoškolský pedagog, politik, v roce 1871 ministr spravedlnosti Předlitavska; čestné občanství odstoupivšímu ministrovi jakožto zastánci českých požadavků |
| Josef Jireček (1825–1888)                      | 1871                              | etnograf, literární historik, v roce 1871 ministrem kultu a vyučování Předlitavska, zavedl rovnoprávnost národních jazyků v rakouských zemích; čestné občanství odstoupivšímu ministrovi jakožto zastánci českých požadavků |
| Ignác Mauthner (1906–2002)                     | 1881                              | mecenáš hořické mládeže a chudiny |
| František Sláma (1850–1917)                    | 1899                              | buditel, spisovatel, politik, říšský a zemský poslanec, zásluhy o rozvoj Hořic: podpora obchodního a odborného školství, zestátnění pošty, zřízení telefonické stanice a přesunutí části invalidů z Prahy do Hořic. Zasloužil se příslib zřízení okresního hejtmanství |
| Bohumil František Hakl (1827–1904)             | 1901                              | římskokatolický kněz, prozaik, básník, pedagog, část života spojil s Hořicemi, kde také zemřel, městský zastupitel, farář a následně děkan v Hořicích; u příležitosti 50. výročí jeho kněžského svěcení |
| Jiří Lobkowicz (1906–2002)                     | 1905                              | zemský maršálek Českého království, u příležitosti jeho 70. narozenin |
| Karel Kramář (1860–1937)                       | 1909                              | politik, premiér Československa, „za utvoření Slovanské jednoty a boj za práva národa“ |
| Jaroslav Preiss (1870–1946)                    | 1909                              | politik, ekonom, novinář, „za utvoření Slovanské jednoty a boj za práva národa“ |
| Jindřich Maštálka (1866–1926)                  | 1909                              | politik, poslanec, „za utvoření Slovanské jednoty a boj za práva národa“ |
| Vilém Dokoupil (1852–1927)                     | 1909                              | pedagog, vládní rada, první ředitel nově založené c. k. odborné školy pro zpracování kamene |
| Ladislav Šaloun (1870–1946)                    | 1914                              | sochař, malíř, učitel |
| Jan Malát (1843–1915)                          | 1914                              | hudební pedagog a skladatel, učit začínal v Hořicích jako učitel na hlavní škole (1866–76), v Hořicích se oženil a zapojil do spolkového života |
| Alois Jirásek (1851–1930)                      | 1918                              | spisovatel, historik |
| Tomáš Garrigue Masaryk (1850–1937)             | 1918                              | filozof, politik, prezident |
| František Staněk (1867–1936)                   | 1918                              | politik, ministr |
| Václav Jaroslav Klofáč (1868–1942)             | 1918                              | novinář a politik, ministr národní obrany |
| Gustav Habrman (1864–1932)                     | 1918                              | politik, novinář, spisovatel, ministr školství, ministr sociální péče |
| František Udržal (1866–1938)                   | 1928                              | politik, poslanec, předseda vlády, ministr národní obrany |
| Josef Pazourek (1862–1933)                     | 1932                              | ekonom, rektor ČVUT, rodák z Hořic |
| Jan Levit (1884–1944)                          | 1932, zrušeno 1941, obnoveno 1945 | lékař, chirurg, rodák z Hořic |
| Josef Černý (1885–1971)                        | 1935                              | politik, ministr vnitra; „jakožto poslanec za kraj Královéhradecký a ministr vnitra navrhl a prosadil ve vládě zřízení okresního úřadu v Hořicích... Dr. Černý může být vpravdě nazván osvoboditelem Hořic z područí nesamostatnosti“ |
| Karel Vítek (1878–1940)                        | 1935                              | odborový přednosta MNO, významnou měrou se zasloužil o povolení a stavbu invalidovny a podporoval i její další rozšíření |
| Alois Pižl (1878–?)                            | 1935                              | odborový přednosta ministerstva školství, působil jako učitel na obchodní škole, podporoval školství v Hořicích i stavbu Masarykovy věže samostatnosti |
| Bohumír Bradáč (1881–1935)                     | 1935                              | ministr národní obrany, významnou měrou se zasloužil o povolení a stavbu invalidovny a podporoval i její další rozšíření |
| Edvard Beneš (1884–1948)                       | 1937, zrušeno 1941, obnoveno 1945 | druhý prezident Československa |
| Ludvík Svoboda (1895–1979)                     | 1946                              | generál, ministr národní obrany, později prezident Československa |
| Karel Vik (1883–1964)                          | srpen 1947                        | malíř a grafik, rodák z Hořic |
| Zdeněk Nejedlý (1878–1962)                     | 1948                              | literární a hudební historik, muzikolog, vysokoškolský pedagog a politik, ministr školství; jako poděkování za povolení gymnázia u příležitosti 70. narozenin |
| Alois Hlavatý (1906–2001)                      | 1991                              | politický vězeň, rodák z blízkého Miletína |
| Vlastimil Veselý (1913–?)                      | 2000                              | účastník západního odboje za 2. světové války, rodák z Hořic |
| Bohumil Pikeš (1913–?)                         | 2000                              | účastník západního odboje za 2. světové války |
| Petr Grau (1932–2022)                          | 2017                              | profesor technologie vody na VŠCHT, externě vyučoval i na předních světových univerzitách, rodák z Hořic |
| Hana Truncová (1924–2022)                      | 2018                              | politická vězeňkyně a bojovnice za svobodu |